# Тарбагатай (Хоринський район)
Тарбагатай (рос. Тарбагатай) — село Хоринського району, Бурятії Росії. Входить до складу Сільського поселення Кульське.
Населення — 157 осіб (2015 рік).